# Jean-François Vidalat
Jean-François Vidalat est un homme politique français né à Mirepoix (Ariège) en 1758 et mort à Paris en 1801 .

## Biographie
Accusateur public à Mirepoix, il est élu député de l'Ariège au Conseil des Cinq-Cents le 25 germinal an V. Son élection est annulée lors du coup d’État du 18 fructidor an V.

## Sources
- « Jean-François Vidalat », dans Adolphe Robert et Gaston Cougny, Dictionnaire des parlementaires français, Edgar Bourloton, 1889-1891 [détail de l’édition]